# Chaetophiloscia lagoi
Chaetophiloscia lagoi là một loài chân đều trong họ Philosciidae. Loài này được Arcangeli miêu tả khoa học năm 1935.